# Edvin Öhrström

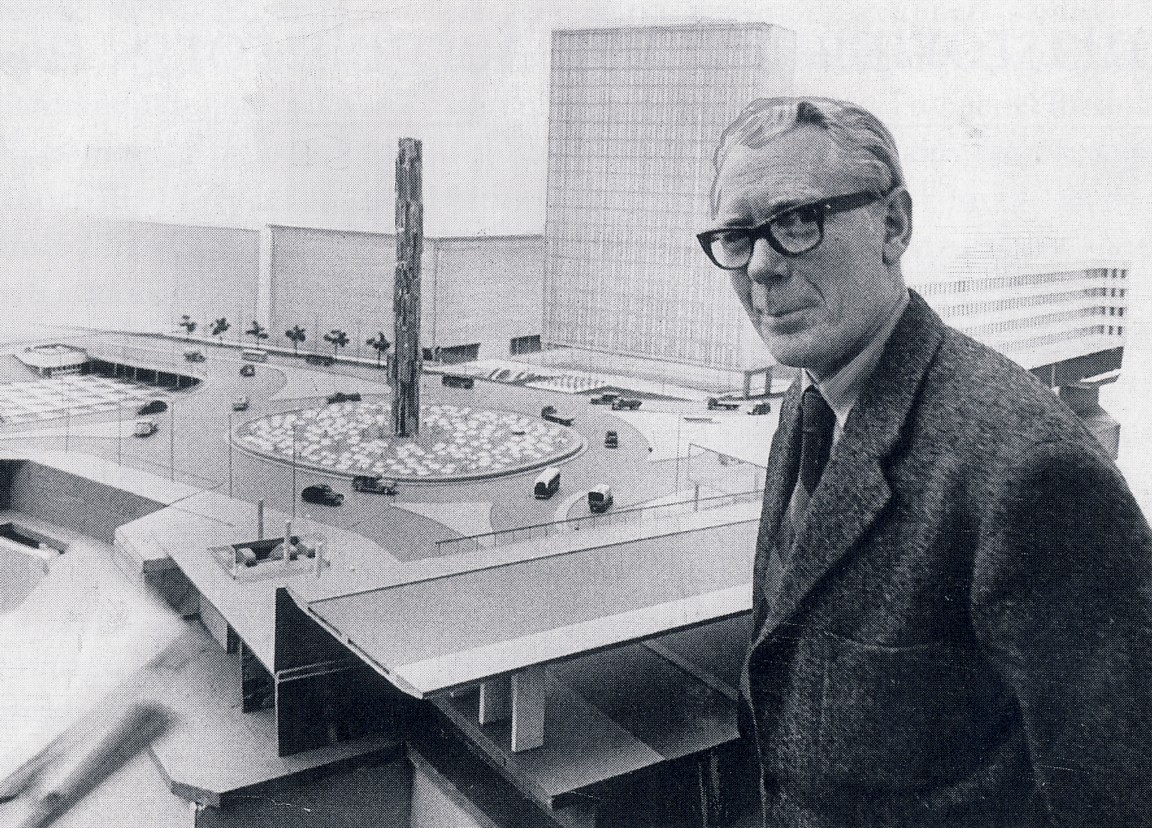
Edvin Öhrström vor dem Modell der Skulptur Kristall, vertikal accent i glas och stål.

Karl Edvin Öhrström (* 22. August 1906 in Burlöv; † 2. Dezember 1994) war ein schwedischer Bildhauer und Glaskünstler.

## Leben und Werk
Edvin Öhrström wuchs in der schwedischen Stadt Halmstad als Sohn eines Eisenbahnangestellten auf. Nach der Schule arbeitete er kurz bei der Eisenbahngesellschaft, begann aber 1925 die Ausbildung zum Zeichenlehrer an der Technischen Schule in Stockholm. Von 1928 bis 1931 studierte er an der Königlichen Kunsthochschule Bildhauerei bei Carl Milles und Nils Sjörgen. 1932 zog er nach Paris und setzte sein Studium an der Académie Colarossi, an der Académie Scandinave Maison Watteau und an der Académie Moderne fort.
Ab 1936 arbeitete er auf Vermittlung von Edward Hald jeweils mehrere Monate pro Jahr für die Glashütte Orrefors, wo er zusammen mit Gustaf Bergkvist und dem Künstler Vicke Lindstrand seine als Arielglas bekannte Technik entwickelte.
Edvin Örström unternahm eine Vielzahl von Studienreisen in Europa, Asien und Amerika.
Zu Beginn verwendete er Granit, Terrakotta und Bronze, arbeitete aber ab 1961 vorwiegend mit Glas und Stahl.
Später arbeitete er in der Lindshammar Glashütte, wo er seine Skulpturen aus Glasprimen entwickelte.
Eine seiner bekanntesten Skulpturen ist die 130 Tonnen schwere Skulptur Kristall, vertikal accent i glas och stål bestehend aus 80'000 Glasprimen. Die Skulptur steht auf dem Sergels Torg in Stockholm.

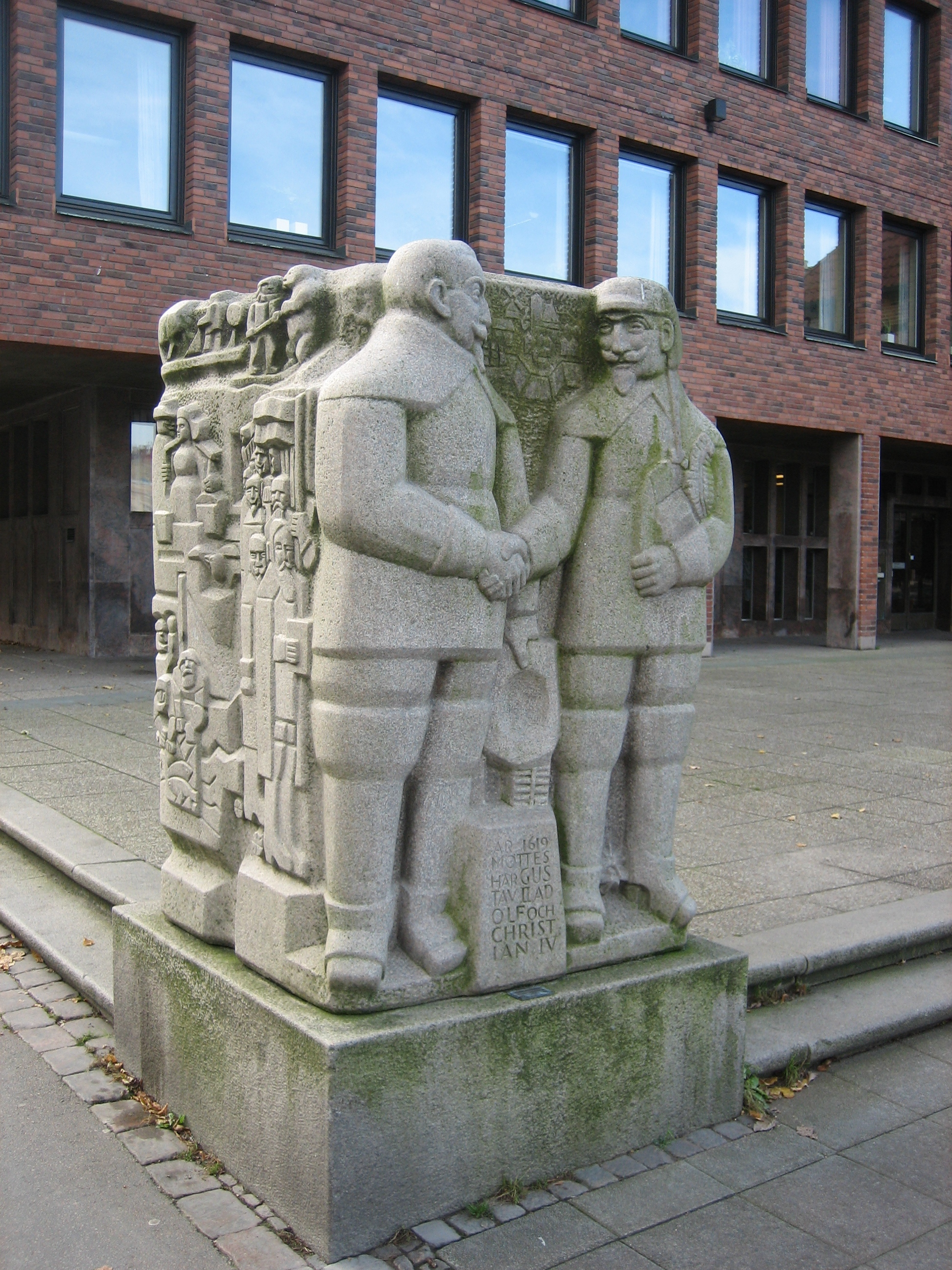
Kungamötet von Edvin Öhrström.